# Єлеєвське сільське поселення
Єле́євське сільське поселення (рос. Елеевское сельское поселение) — муніципальне утворення у складі Параньгинського району Марій Ел, Росія. Адміністративний центр — село Єлеєво.

## Населення
Населення — 1497 осіб (2019, 1730 у 2010, 1795 у 2002).

## Склад
До складу поселення входять такі населені пункти:
| Населений пункт       | Населення, осіб (2002) | Населення, осіб (2010) |
| --------------------- | ---------------------- | ---------------------- |
| Вочарма, присілок     | 131                    | 125                    |
| Єгорково, присілок    | 117                    | 132                    |
| Єлеєво, село          | 797                    | 783                    |
| Котямінер, присілок   | 94                     | 80                     |
| Марі-Сеснур, присілок | 64                     | 52                     |
| Ніколашкино, присілок | 149                    | 141                    |
| Обіпамаш, присілок    | 127                    | 115                    |
| Помос'ял, присілок    | 316                    | 302                    |